# Циклон (малий ракетний корабель)
«Циклон» — російський малий ракетний корабель проєкту 22800.

## Історія

### Спорудження

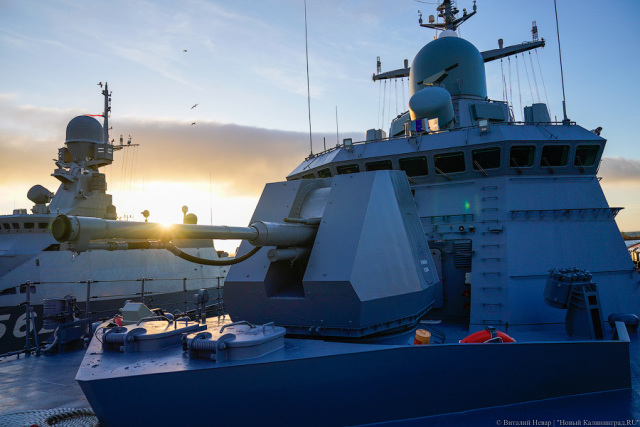
Артилерійська установка МРК «Циклон»

Був закладений у 2016 році на окупованій українській території в Керчі, спущений на воду у 2020 році, прийнятий до складу ЧФ ВМФ РФ 12 липня 2023 року (заводський номер 801), вийшов на бойове чергування 22 серпня 2023 року.
«Циклон» став першим кораблем проєкту 22800 «Каракурт» РФ у Чорному морі та четвертим кораблем цього проєкту на всіх флотах РФ.

### Ураження
19 травня 2024 року в окупованому Севастополі «Циклон» потрапив під удар ЗСУ ракетами ATACMS і ймовірно був знищений.
На той час корабель був останнім носієм крилатих ракет у Криму і не встиг завершити випробування і не випустив жодної ракети.